# Allodia delicata
Allodia delicata är en tvåvingeart som beskrevs av Ostroverkhova 1979. Allodia delicata ingår i släktet Allodia och familjen svampmyggor. Inga underarter finns listade i Catalogue of Life.